# Attitudine

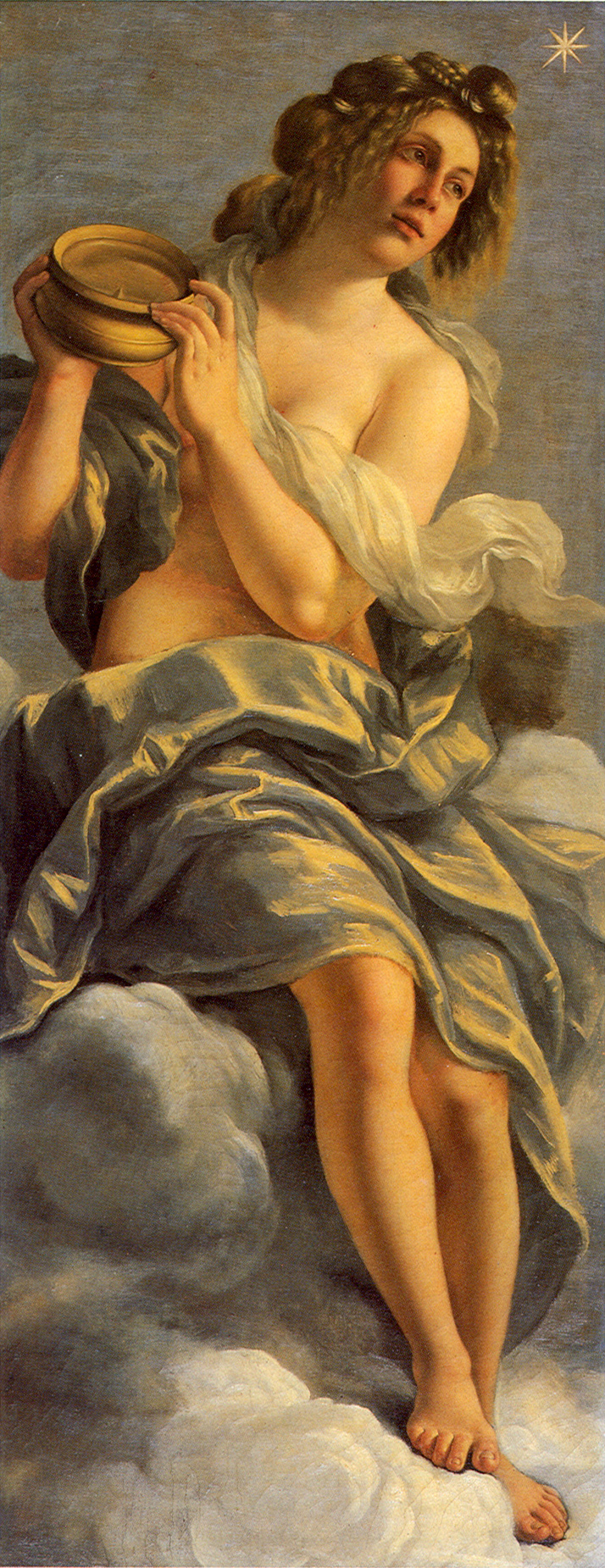
Allegoria dell'Inclinazione di Artemisia Gentileschi.

L'attitudine (dal latino medievale aptitudo -ĭnis, da aptus "adatto") indica un'inclinazione o predisposizione o capacità potenziale di svolgere una determinata attività che si realizza in atto come tale solo se trova condizioni esterne (contestuali, cioè d'ambiente) e interne (motivazionali) che ne permettano l'estrinsecarsi.

## Definizione
La capacità sarebbe quindi cronologicamente secondaria all'attitudine, pur essendo questa stessa già intrisa di tutti i fattori natura/cultura, essendo cioè sia una predisposizione individuale innata, sia influenzata dall'ambiente o acquisita quindi con l'esperienza o l'apprendimento.
Le attitudini sono un importante fattore di formazione del modello comportamentale dell'individuo che tenderà a scegliere e preferire le attività e i comportamenti più consoni a quelle attitudini che gli assicurino i migliori e più evidenti risultati.
Una particolare branca della psicologia del lavoro, la psicologia delle attitudini, o psicologia attitudinale, studia i modi di indagare le attitudini ricorrendo anche all'uso di test attitudinali come strumenti adoperati dallo psicologo nel colloquio attitudinale dove chi conduce l'intervista dovrà rispettare quanto dettato dalla delibera del CNOP (Consiglio Nazionale dell’Ordine degli Psicologi) del 23 aprile 2005 che avverte delle consistenti implicazioni deontologiche presenti in tutti gli interventi psicologici per la valutazione delle risorse umane all’interno di contesti lavorativi e organizzativi.

### Marketing
Nel marketing la conoscenza delle attitudini individuali consente di costruire un modello previsionale del comportamento e del processo di acquisto del cliente. L'attitudine è una variabile interna della decisione di acquisto del consumatore.

## Talento
Quando la predisposizione individuale verso una certa attività, in specie per quelle riguardanti espressioni artistiche, si manifesta in una forma già costituita come capacità in atto si parla preferibilmente di talento inteso come una vera e propria dote, naturalmente posseduta, più profonda di un'attitudine. Il talento come unità di valore è menzionato da Gesù nella parabola dei talenti e da questa ha assunto, in diverse lingue, il significato di "dono" o "capacità", adattando all'uso corrente il significato metaforico presente nella parabola.